# Божие царство
Царство Божие или Царство небесно (на гръцки: Βασιλεία τοῦ Θεοῦ) е основна представа в християнството. Този израз се среща в Новия завет повече от 100 пъти.
В Евангелие от Лука [17:20]: А попитан от фарисеите, кога ще дойде царството Божие, отговори им: царството Божие няма да дойде забелязано, [17:21] и няма да кажат: ето, тук е, или: на, там е. Понеже ето, царството Божие вътре във вас е.
В Евангелие от Матей [4:17]: Оттогава Иисус начена да проповядва и да казва: покайте се, защото се приближи царството небесно.
В молитвата Отче наш, Евангелие от Матей [6:10] и Евангелие от Лука [11:2] А Той им рече: когато се молите, казвайте: Отче наш, Който си на небесата! Да се свети Твоето име; да дойде Твоето царство; да бъде Твоята воля, както на небето, тъй и на земята;